# موت إيفان إيليتش
موت إيفان إيليتش رواية قصيرة للأديب الروسي ليو تولستوي، صدرت سنة 1886، ضمن المجلد الثاني عشر للأعمال الكاملة لتولستوي. كتب تولستوي هذه الرواية القصيرة بين 1881 و1885، بعنوان مغاير «موت قاض». تتناول الرواية تيمة الموت، و ينتقد خلالها تولستوي تفاهة [حياة] الطبقات المتوسطة للمجتمعات التي تلت الثورة الصناعية. تسرد الرواية كيف يحول احتضار بطيئ ومعذب، حياة موظف ناجح اجتماعيا، إلى وعي مؤلم بتفاهة حياته وبزيف علاقاته الأسرية والاجتماعية.

## الحبكة

### الشخصيات
- إيفان إليليتش (إليليتش هو اسمه المنسوب لأبيه، أمّا اسم عائلته فهو غولوفين)، هو مسؤول محترم للغاية في محكمة العدل. وصفه تولستوي بأنّه «غير بارد ورسمي مثل شقيقه الأكبر، وغير جامح مثل شقيقه الأصغر سنًّا، لكنّه وسيط سعيد ما بينهما؛ رجل ذكي ومهذّب ومفعم بالحيوية ولطيف».[2] يصبح إليليتش أكثر تعمّقًّا وعاطفيةً مع تقدّم الأحداث، بعد تأمّله في سبب مرضه المميت وموته.
- براسكوفيا فيدوروفنا غولوفين، وهي زوجة إيفان غير المتفهّمة. تتّسم بأنانيتها وانعدام اهتمامها بصراع زوجها، إلا في حال تأثير هذا الصراع عليها بشكل مباشر.
- غيراسيم، وهو الخادم الشاب لدى عائلة غولوفين. يتولّى غيراسيم دور المواس والراع الوحيد خلال مرض إيفان.
- بيتر إيفانوفيتش، وهو صديق إيفان وزميله منذ فترة طويلة. درس القانون برفقة إيفان، وهو أول من يدرك موت إيفان الوشيك.
- فاسيا، وهو ابن إيفان.
- ليزا غولوفين، وهي ابنة إيفان.
- فيودور بتريشوف، وهو خطيب ليزا.

### خلاصة الحبكة
يعيش إيفان إيليتش حياةً خاليةً من الهموم؛ أي حياةً «مفعمةً بالبساطة والطبيعية، وبالتالي حياة مروّعة للغاية». يقضي إيفان حياته متسلّقًا السلّم الاجتماعي مثل كل شخص يعرفه في حياته. يعاني إيفان نتيجة زواجه من امرأة متطلّبة للغاية في نظره، بينما يشقّ طريقه ليصبح قاضيًا بعد أن ساعد صديقه في الحصول على ترقية. يحاول إيفان التركيز على عمله بعيدًا عن حياته العائلية التي أصبحت لا تُحتمل.
يسقط إيفان في موقف محرج ويتعرّض جنبه للأذى بينما يحاول تعليق ستائر منزله الجديدة في يوم من الأيام. لا يولي إيفان الأمر أيّ اهتمام، إلى أن تبدأ معاناته وألمه في جانبه. يصبح إيفان سريع الانفعال في تعامله مع أسرته بينما تزداد حالته سوءًا. تصرّ زوجته على اصطحابه إلى الطبيب في نهاية المطاف. يفشل الطبيب في تحديد سبب مرضه، لكن سرعان ما يتبيّن أن حالته مميتة. يحاول إيفان تجربة أي علاج يتمكّن من الحصول عليه لحلّ مشكلته المستعصية بعد تشخيصه. يتصاعد الألم بشكل كبير، لدرجة تضطره إلى التوقف عن العمل وقضاء ما تبقّى له من أيام في السرير. يضع هذا الحدث إيفان أمام حقيقة وفاته المحتومة، ويدرك أنه لا يستطيع فهم ما يجري على الرغم من إدراكه لماهية هذه الأمور.
يصرّ إيفان خلال معاناته الطويلة والمؤلمة مع الموت على أنه لا يستحق هذه المعاناة لأنه قد عاش حياته بشكل صائب. يرى إيفان أنه قد يتفهّم ما يحدث في حياته لو أنه لم يعش حياته بشكل مناسب؛ لذا يقرّر أن الألم والموت تعسّفيان ولا يحملان أيّ مغزى. يبدأ إيفان بكره عائلته التي تتفادى موضوع وفاته، إذ يتظاهرون بأنه مريض وحسب وغير موشك على الموت. يجد إيفان راحته الوحيدة في خادمه الفلاح الشاب غيراسيم؛ الشخص الوحيد في حياته الذي لا يخشى الموت، والشخص الوحيد الذي يظهر له تعاطفه إلى جانب ابنه. يبدأ إيفان في التساؤل عمّا إذا كان قد عاش حياةً طيّبةً بالفعل.

## روابط خارجية
- موت إيفان إيليتش على موقع الموسوعة البريطانية (الإنجليزية)